# Курская агломерация
Ку́рская агломера́ция — моноцентрическая городская агломерация, сложившаяся вокруг города Курска.

## Состав
Агломерация включает город Курск и Курский район, а также добавленные позднее Щигры, город-спутник Курчатов и Курчатовский район, а также Октябрьский, Фатежский, Щигровский, Золотухинский, Медвенский и Тимский районы.
| МО                  | Население, чел. |
| ------------------- | --------------- |
| Курск               | ↘434 696        |
| Курчатов            | ↘39 167         |
| Щигры               | ↘14 386         |
| Золотухинский район | ↘20 064         |
| Курский район       | ↗55 471         |
| Курчатовский район  | ↘16 769         |
| Медвенский район    | ↘15 776         |
| Октябрьский район   | ↘23 114         |
| Тимский район       | ↘9755           |
| Фатежский район     | ↘16 120         |
| Щигровский район    | ↘9127           |
| Итого               | 654 445         |

## История
Официально о создании Курской агломерации было объявлено 20 июля 2018 года. В источниках, состав Курской агломерации указывается в расширенном формате и включает в неё помимо указанных районов город Льгов.
Курская городская агломерация вошла в национальный проект «Безопасные и качественные автомобильные дороги».